# ياري سارا
ياري سارا (بالفنلندية: Jari Sara)‏ (25 أبريل 1989 في فنلندا - ) هو لاعب كرة قدم فنلندي في مركز الدفاع. لعب مع Jakobstads BK ‏ وFF Jaro ‏.

## وصلات خارجية
- ياري سارا على موقع قاعدة بيانات كرة القدم.إي يو (الإنجليزية)
- ياري سارا على موقع Soccerway.com (الإنجليزية)